# Shades of Cool
Shades of Cool je píseň americké zpěvačky a skladatelky Lany Del Rey. Byla vydána dne 26. května 2014, jako první propagační singl z jejího třetího studiového alba Ultraviolence. Napsala ji sama Lana Del Rey společně s Rickem Nowelsem a produkce se ujal zpěvák ze skupiny The Black Keys, Dan Auerbach. Vyšla pod vydavatelstvím Interscope a její délka je 5:42. Textově skladba hovoří o "nenapravitelném" muži. 
Kritici přijali tento singl velmi pozitivně, dokonce i napsali, že by se tato skladba hodila do filmu James Bond. Singl se umístil na 79. místě v americkém žebříčku Billboard Hot 100.

## Hudební video
Režisérem videa je Jake Nava a bylo vydáno 17. června 2014. Ve videoklipu si zahrál Mark Mahoney, který se objevil i v předešlém klipu West Coast. Natáčení probíhalo v Los Angeles. Jake Nava vydal 1. července 2014 alternativní verzi videa.

## Hudební příčky
| Žebříček (2014)                 | Nejvyšší umístění |
| ------------------------------- | ----------------- |
| Austrálie (ARIA)                | 50                |
| Belgie (Ultratop 50 Wallonia)   | 40                |
| Česko (Singles Digitál Top 100) | 40                |
| Francie (SNEP)                  | 37                |
| Itálie (FIMI)                   | 35                |
| Kanada (Canadian Hot 100)       | 52                |
| Maďarsko (Single Top 40)        | 19                |
| Řecko (Billboard Digital Songs) | 3                 |
| Španělsko (PROMUSICAE)          | 43                |
| Švýcarsko (Schweizer Hitparade) | 13                |
| USA (Billboard Hot 100)         | 79                |